# Andreas Willi
Andreas Jonathan Willi (Altstätten, 17 december 1972) is een Zwitserse taalkundige, filoloog en classicus. 

## Academische loopbaan
Willi studeerde klassieke talen en slavische taal- en letterkunde aan de Universiteit van Basel, en vergelijkende taalkunde aan de universiteiten van Lausanne, Michigan en Fribourg. Hij promoveerde in 2001 aan de Universiteit van Oxford op een proefschrift getiteld The languages of Aristophanes: aspects of linguistic variation in Classical Attic Greek onder supervisie van Anna Morpurgo Davies. Tijdens zijn tijd in Oxford was hij lid van het Corpus Christi College. Tussen 2001 en 2004 was hij hoogleraar Latijnse en Griekse letterkunde aan de Universiteit van Basel. In 2005 werd hij als titularis voorgedragen voor de leerstoel Vergelijkende Taalkunde in Oxford.

## Publicaties (selectie)
- Willi, Andreas (2002). The Language of Greek Comedy. Oxford University Press, Oxford.
- Willi, Andreas (2003). The Languages of Aristophanes: Aspects of Linguistic Variation in Classical Attic. Oxford University Press, Oxford.
- Willi, Andreas (2008). Sikelismos: Sprache, Literatur und Gesellschaft im griechischen Sizilien. Schwabe Verlag, Bern.
- Willi, Andreas (2012). Laws and Rules in Indo-European. Oxford University Press, Oxford.
- Willi, Andreas (2018). Origins of the Greek Verb. Cambridge University Press, Cambridge.